# Ванда Кертіс
Гайналка Каталін Ковакс (Hajnalka Katalin Kovacs, нар. 7 листопада 1975), відома як Ванда Кертіс (англ. Wanda Curtis) — угорська порноакторка.

## Біографія
Народилася 7 грудня 1975 року в Угорщині.
В порноіндустрію потрапила в 1997 році. У 2006 році підписала контракт з порностудією Ninn Worx.

## Нагороди та номінації
- 1999 Venus Awards перемога — краща нова старлетка
- 2000 Hot d'or номінація — краща нова європейська старлетка[5]
- 2004 AVN Award номінація — іноземний виконавець року[6]
- 2005 AVN Award номінація — краща сексуальна сцена тільки з дівчатами, відео (Fem Bella — разом з Anais і Анджел Кессіді)
- 2005 AVN Award номінація — краща сцена тріолізму, відео (Lost Angels: Wanda Curtis — разом з Анжелікою Костелло і Ентоні Хардвудом)[7]